# セノン
株式会社セノンは、東京都新宿区に本社を置く警備会社。
国内に本社、28支社、4営業所、10出張所を置く。売り上げ金額は業界第6位で、国内35空港の保安検査業務、在日米軍基地内のスクールバス運行、駐車監視員、パーキングメーター管理などを一部受託する。三井不動産と業務と資本で提携する持分法適用関連会社である。2022年5月12日にセコムは、セノンの発行済株式55.1%を取得して2022年7月1日に子会社とすることを発表した。

## 事業

### 常駐警備
NHK放送センター、東京ビッグサイト、キヤノン、パシフィコ横浜、東京ミッドタウン、東京ミッドタウン日比谷など

### 航空保安検査業務
東京国際空港、成田国際空港、新千歳空港、関西国際空港などの一部業務

### 放置車両確認事務業務
2006年6月から、民間の放置車両確認事務業務を8都道府県で受託する。

### 鉄道駅業務
2015年7月1日から東北支社が、仙台市地下鉄南北線の一部駅で旅客対応、乗車券販売、駅施設等管理などの駅務を仙台市交通局から受託する。

## 沿革
- 1969年5月 極東警備保障株式会社として設立。
- 1988年1月 株式会社セノンと改称。
- 2009年6月 国土交通省における車両管理業務において独占禁止法違反で排除処置命令と課徴金納付命令を受ける。
- 2014年1月 三井不動産グループのオリエンタル警備保障を完全子会社化。
- 2022年5月 セコムによる子会社化が発表。
- 2022年7月 セコムの子会社となる。

## グループ会社

### 子会社
- 極東警備保障株式会社
- 極東警備センター株式会社
- オリエンタル警備保障株式会社

### 特例子会社
- 株式会社クローバー・ザ・チャレンジド